# Julij Rajzman
Julij Jakowlewicz Rajzman, ros. Ю́лий Я́ковлевич Ра́йзман (ur. 2 grudnia?/15 grudnia 1903, zm. 11 grudnia 1994) – radziecki reżyser i scenarzysta filmowy. 

## Życiorys
Bohater Pracy Socjalistycznej (1973). Sześciokrotny laureat Nagrody Stalinowskiej (1941, 1943, 1946, 1946, 1950, 1951). Zasiadał w jury konkursu głównego na 15. (1962) oraz na 19. MFF w Cannes (1966). 
Został pochowany na Cmentarzu Trojekurowskim w Moskwie.

## Filmografia

### Aktor
- 1925: Gorączka szachowa

### Reżyser
- 1936: Ostatnia noc
- 1942: Maszeńka
- 1944: Niebo Moskwy
- 1945: Berlin
- 1957: Niezłomny
- 1961: A jeśli to miłość?
- 1968: Twój współczesny
- 1982: Życie osobiste
- 1984: Pora pragnień

### Scenariusz
- 1936: Ostatnia noc
- 1961: A jeśli to miłość?
- 1968: Twój współczesny
- 1982: Życie osobiste

## Nagrody i odznaczenia
- Order Znak Honoru (1940)
- Nagroda Stalinowska (1941, 1943, 1946 – dwa razy, 1950, 1951)
- Dwa Ordery Czerwonego Sztandaru Pracy (1950, 1963)
- Ludowy Artysta ZSRR (1964)
- Dwa Ordery Lenina (1967, 1973)
- Bohater Pracy Socjalistycznej (1973)
- Nagroda Państwowa ZSRR (1983)
- Order Przyjaźni Narodów (1983)

Źródło: